# 第7地対艦ミサイル連隊
第7地対艦ミサイル連隊（だいななちたいかんミサイルれんたい、JGSDF 7th Surface-to-Ship Missile Regiment：7SSMR）は、陸上自衛隊勝連分屯地（沖縄県うるま市）に連隊本部が駐屯する第2特科団隷下の野戦特科部隊（地対艦ミサイル連隊）である。

## 概要
連隊長は1等陸佐（二）が充てられ、勝連分屯地司令を兼任し、地対艦ミサイルを運用し、脅威となる敵艦艇に対して地対艦ミサイルをもって排除することを任務とする。
12式地対艦誘導弾システムを装備する2番目の地対艦ミサイル連隊として2024年（令和6年）3月に第2特科団の隷下部隊として勝連分屯地に新編された。
この際、連隊本部および本部管理中隊を新編するとともに、第5地対艦ミサイル連隊（健軍駐屯地）に隷属していた第301地対艦ミサイル中隊（瀬戸内分屯地）、第302地対艦ミサイル中隊（宮古島駐屯地）、第303地対艦ミサイル中隊（石垣駐屯地）および第304地対艦ミサイル中隊（健軍駐屯地から勝連分屯地に移駐）を編合して編成された。
同時に、整備支援部隊として西部方面後方支援隊第102特科直接支援大隊第3直接支援中隊が勝連分屯地に新編された。

## 沿革
- 2023年（令和 5年）3月：西部方面特科隊に第7地対艦ミサイル準備隊が編成。

第7地対艦ミサイル連隊
- 2024年（令和06年）3月21日：第7地対艦ミサイル連隊が勝連分屯地において編成完結。

1. 第301地対艦ミサイル中隊（瀬戸内分屯地）を改編し、第1地対艦ミサイル中隊として瀬戸内分屯地に新編[3]。
2. 第302地対艦ミサイル中隊（宮古島駐屯地）を改編し、第2地対艦ミサイル中隊として宮古島駐屯地に新編。
3. 第303地対艦ミサイル中隊（石垣駐屯地）を改編し、第3地対艦ミサイル中隊として石垣駐屯地に新編。
4. 第304地対艦ミサイル中隊（健軍駐屯地）を改編し、第4地対艦ミサイル中隊として勝連分屯地に新編。
5. 第15高射特科連隊第2高射中隊長から第7地対艦ミサイル連隊長に分屯地司令職が移管[1]。

## 部隊編成
特記ない限り勝連分屯地所在。
- 第7地対艦ミサイル連隊本部
- 本部管理中隊「7地対艦-本」
- 第1地対艦ミサイル中隊「7地対艦-1」（瀬戸内分屯地）[3]
- 第2地対艦ミサイル中隊「7地対艦-2」（宮古島駐屯地）
- 第3地対艦ミサイル中隊「7地対艦-3」（石垣駐屯地）
- 第4地対艦ミサイル中隊「7地対艦-4」

## 主要幹部
| 官職名                                    | 階級    | 氏名     | 補職発令日     | 前職                                                       |
| ----------------------------------------- | ------- | -------- | -------------- | ---------------------------------------------------------- |
| 第7地対艦ミサイル連隊長 兼 勝連分屯地司令 | 1等陸佐 | 井藤庸平 | 2024年03月21日 | 陸上自衛隊富士学校主任教官 →2023年10月1日 第15旅団司令部付 |

| 代 | 氏名     | 在職期間         | 前職                                                       | 後職 |
| -- | -------- | ---------------- | ---------------------------------------------------------- | ---- |
| 01 | 井藤庸平 | 2024年03月21日 - | 陸上自衛隊富士学校主任教官 →2023年10月1日 第15旅団司令部付 |      |

## 整備支援部隊
- 西部方面後方支援隊第102特科直接支援大隊第3直接支援中隊「102特直支-3」（勝連分屯地）
  - 第1直接支援小隊（瀬戸内分屯地）：第1地対艦ミサイル中隊を支援
  - 第2直接支援小隊（宮古島駐屯地）：第2地対艦ミサイル中隊を支援
  - 第3直接支援小隊（石垣駐屯地）：第3地対艦ミサイル中隊を支援
  - 第4直接支援小隊（勝連分屯地）：第4地対艦ミサイル中隊を支援

## 警備隊区
- 第1地対艦ミサイル中隊：奄美大島・喜界島（旧第301地対艦ミサイル中隊時代を継承。奄美警備隊長の指揮下。）[4]
- 第4地対艦ミサイル中隊：沖縄県うるま市[4]